# De Producent

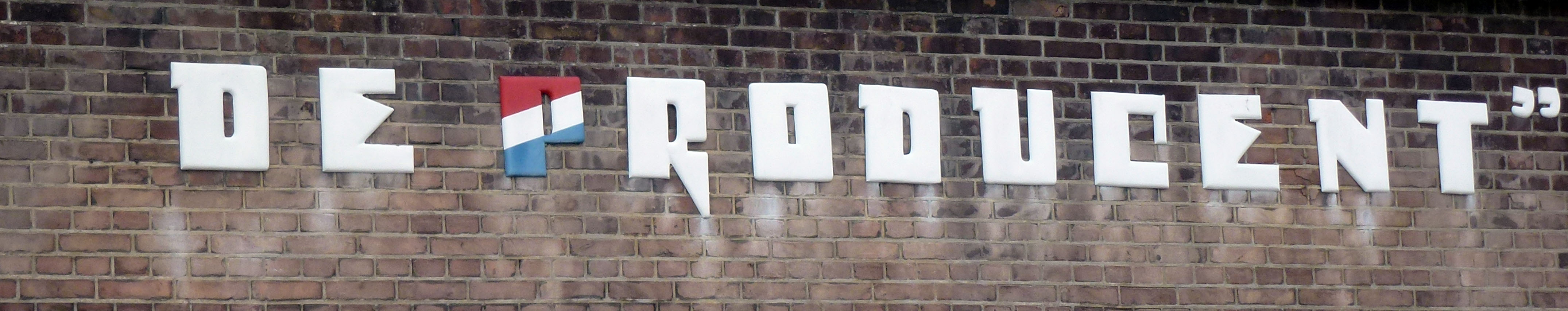
Gevelbelettering in 2016

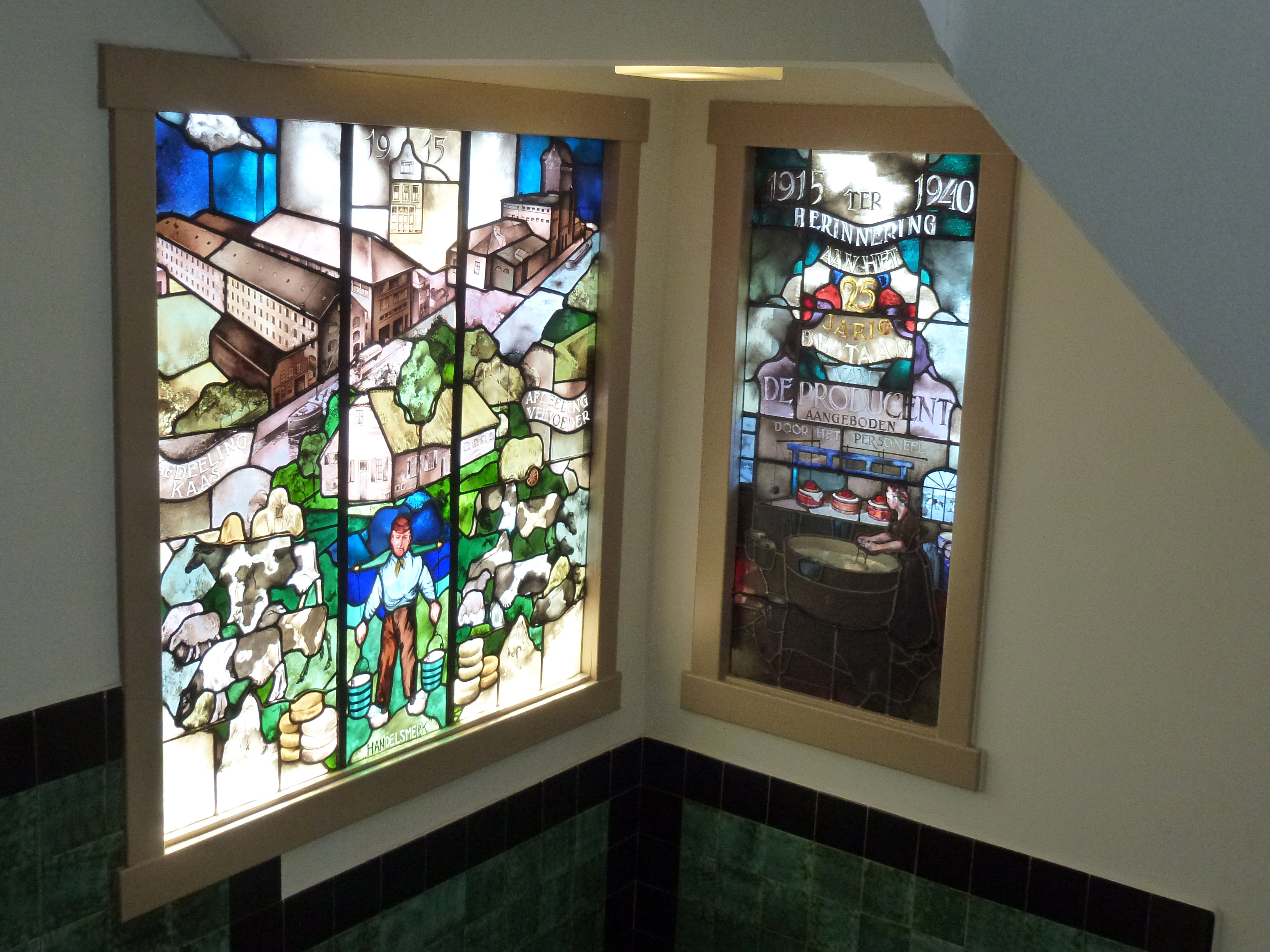
Gebrandschilderde ramen van de firma Bogtman

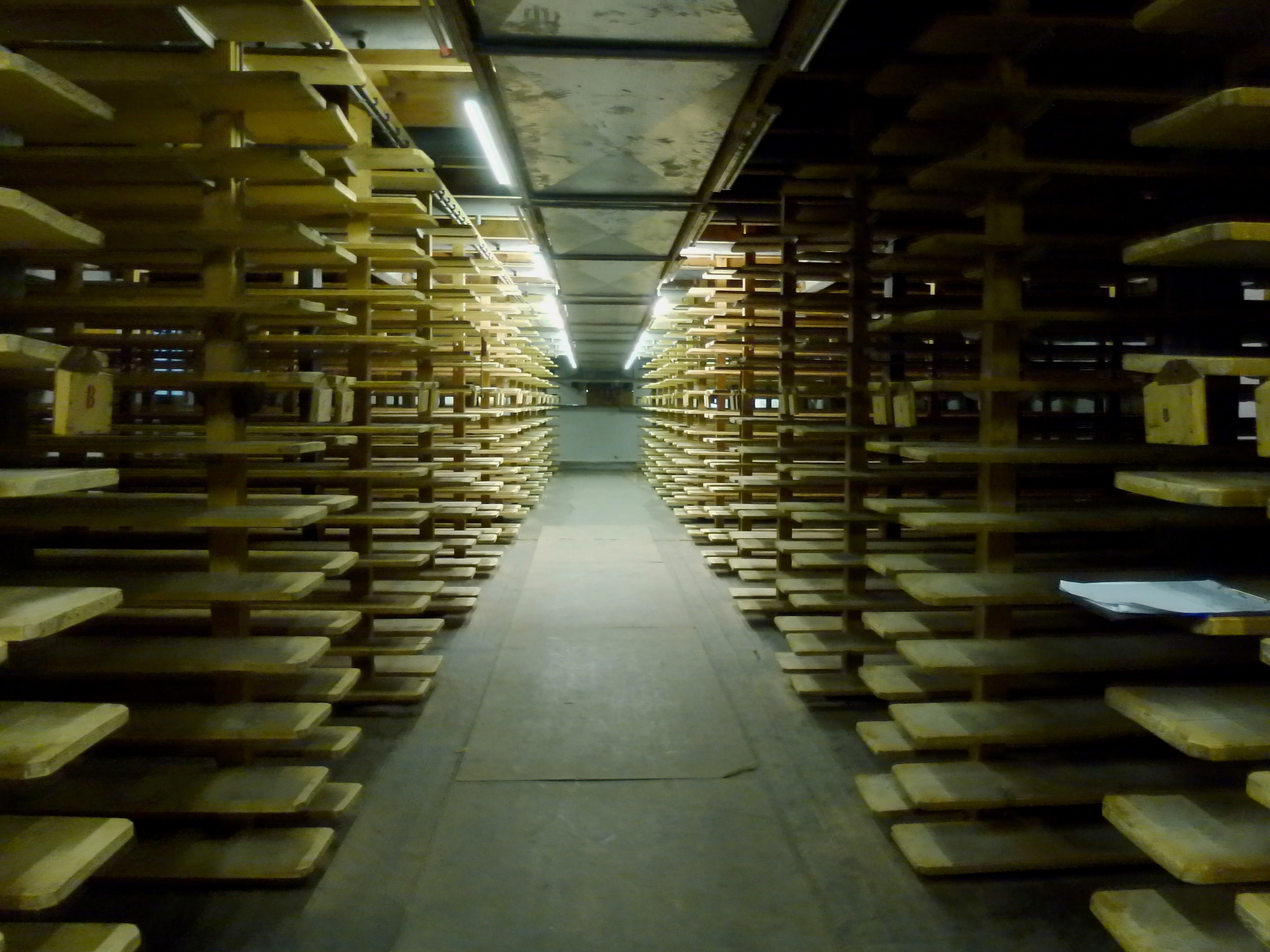
Kaasstellingen

De Producent is een Nederlands rijksmonument uit 1919. Het ligt met de voorzijde aan de Kromme Gouwe (Wachtelstraat) en met de achterzijde aan de Westerkade in de wijk Korte Akkeren in Gouda. De panden bleven tot zij verkocht werden in 2013, in gebruik als pakhuis.

## Geschiedenis
In augustus 1915 werd op initiatief van A. van Wijnen uit Stolwijk de Coöperatieve Kaasproducentenvereniging tot Export van Volvette Goudsche Kaas onder Rijkskeurmerk (later De Producent genoemd) opgericht.
De reden van de oprichting was dat tijdens de Eerste Wereldoorlog, de kaasmakende boeren veel problemen ondervonden bij de export van de kazen. Als Coöperatie van kaasproducerende boeren, zou het het export probleem beter kunnen worden aangepakt. Voor de financiering van het bedrijf, werd een spaarbank opgericht. Het eerste pakhuis van Coöperatie De Producent stond aan de Keizerstraat maar bleek al snel te klein. In 1916 werd besloten tot de aankoop van een pakhuis met terreinen aan de Wachtelstraat. De architect P.D. Stuurman uit Waddinxveen tekende voor de eerste uitbreiding van het pakhuis in 1917 en de nieuwbouw in 1919 en in 1929. In 2013 verliet de Coöperatie definitief het pand, het kantoor was al eerder verhuisd naar een andere locatie. In 2014 tijdens Open Monumentendag was er gelegenheid om De Producent de bezichtigen. In April 2016  is gestart met het realiseren van een 50-tal appartementen. Het bedrijf De Producent was verplaatst naar de Kattensingel in Gouda.

## Opslag
In de gebouwen was opslagruimte voor gemiddeld zo’n 40.000 stuk (tussen de zes- en zevenhonderdduizend ton) kaas. Kazen van 12, 25, 30 en 60 kilo. De kazen van 2 tot 3 weken oud, werden door de bij de coöperatie De Producent  aangesloten boeren gebracht en lagen in de pakhuizen voor een bepaalde tijd, (de rijping of affinage). In het souterrain lagen de oude kazen met een rijpingsproces van 2 tot 3 jaar. De jongere kazen lagen steeds een etage hoger. Per etage, was één  zolderbaas. Het werk, kaasonderhoud, bestond uit het keren, plastificeren en poetsen van de kazen. Aan iedere kaasstelling hing een bakje met kaartjes en daarop stonden zoldernummer, partijkaas, boer en leeftijd van de kaas. In de kaaspakhuizen lagen vooral boeren Goudse kazen opgeslagen.

## Exterieur
De twee pakhuizen aan de Wachtelstraat in Gouda werden door P.D. Stuurman gebouwd in traditioneel-ambachtelijke stijl met bakstenen gevels en drie verdiepingen. In 1949 werden de pakhuizen door Stuurman verbouwd.  Het linker pakhuis kreeg een nieuwe voorgevel en in het rechter pand werd kantoorruimte gerealiseerd in zakelijk expressionistische stijl. De bouwstijl doet denken aan de Amsterdamse School. Beide panden kregen een extra verdieping en een schilddak met kruispannen. Loopbruggen verbinden de beide pakhuizen, in de zijmuur van het linker pakhuis zijn een aantal vensters met tralies en luiken. Links bevindt zich ook een laadperron met luifel en in de voorgevel is een luik aangebracht. De ramen en deuren van het rechter pand hebben rondom een rand van grindbeton. Het dak heeft een overstek. De eerste verdieping heeft aan de voorzijde kleine rechthoekige ramen, de tweede en derde verdieping hebben grote vaste ramen, zijlichten en draairamen.

## Interieur
Het kantoor in het rechterpand bevindt zich op de tweede en derde verdieping. Het trapportaal en de wachtruimte hebben nog de originele lambrisering en zijn betegeld met geglazuurde groene en zwarte tegels. Ook de glas-in-loodramen met gekleurd glas zijn origineel. Beide zijn in de art-decostijl. In het trapportaal zijn twee gebrandschilderde ramen welke zijn aangeboden door het personeel ter gelegenheid van het 25-jarig bestaan van het bedrijf De Producent. De ramen zijn van de firma Bogtman. In het linker pand waren na de verhuizing van De Producent op iedere verdieping nog alle kaasstellingen en hun eiken houten planken aanwezig.
Beide pakhuizen zijn in 2000 aangewezen als rijksmonument mede vanwege hun cultuur- en architectuurhistorische waarde. Hun beeldbepalende ligging aan Kromme Gouwe in Gouda speelde bij deze aanwijzing ook een rol. In 2002 werden de pakhuizen daadwerkelijk ingeschreven in het rijksmonumentenregister.

## Coöperatie De Producent
Coöperatie De Producent bestond uit drie afdelingen. Afdelingen bank, kaas (boeren), later kwam daar ook melk bij, en veevoeder. Alle vestigingen bevonden zich op verschillende locaties.
- Afdeling veevoeder: Na de Eerste Wereldoorlog werd een veevoedercoöperatie opgericht met de naam: de Coöperatieve Producenten Handels-vereniging, verkort: De Producent. Deze afdeling vestigde zich aan Onder Boompjes. Het gebouw van een voormalige olieslager werd opgekocht en deed dienst als pakhuis voor de afdeling Veevoer. In 1928 kwam daar een koekenfabricage-afdeling bij en in 1938 een graanmaalderij met een silo voor de opslag. Alle afdelingen maakten gebruik van de eigen vervoersafdeling.
- Afdeling melk: Na de Tweede Wereldoorlog werd de melkaanvoer zo groot dat in 1952 een melkfabriek werd opgericht aan de Nieuwe Gouwe. Hier werd melk verwerkt tot kaas, boter, melkpoeder, flessenvoeding, desserts enzovoort.
- Afdeling kaas: Keizerstraat (1915), Wachtelstraat (1916), Kattensingel (2013). In 2018 verhuisde kaaspakhuis de Producent, onder tussen met de status van Hofleverancier, van de Kattensingel in Gouda naar het Gouwe Park in Moordrecht. De afdelingen veevoeder en melk, waren vele jaren eerder opgeheven.[5]